# 谢平
谢平（1955年7月15日—），浙江省温州人；西南财经大学经济学系硕士，中国人民大学经济系博士；经济学教授、博士生导师。自大学毕业后，一直在中国人民银行任职。现任中国人民银行金融稳定局局长，中国投资有限责任公司副总经理、副首席投资长等职。曾任中央汇金投资有限责任公司总经理。分别在1996年、2000年和2003年，三度获得孙冶方经济科学奖。

## 生平
谢平1982年考入西南财经大学经济系学习；1985年获硕士学位后，被分配到中国人民银行总行调查研究室工作。9个月后，他进入中国人民大学攻读经济学博士。1988年毕业后，谢平返回央行；先后在综合计划司、利率储蓄管理司、政策研究室、非银行金融机构司任职；并于1997年5月，升任非银行金融机构司司长；11月，“外放”中国人民银行湖南分行，任行长、党组书记；1998年8月回到总行，出任研究局局长、兼中国人民银行金融研究所所长。2003年10月起，担任中国人民银行金融稳定局局长。

## 执掌汇金
2004年9月，谢平出任中央汇金投资有限责任公司总经理。在任内，他积极推动问题金融机构的重组，使得汇金在施行国有股东出资人的取利和义务方面，表现突出。在银河控股、光大集团、国泰君安、申银万国等一系列金融机构的重组中，谢平领导下的汇金表现强硬，使得他个人，在业界也有“好斗”的名声。谢平认为，“汇金没有行政级别，应以公司和市场的形式行使股东职责”。
2010年4月，谢平突然被免去汇金总经理职务。汇金的母公司——中投公司并没有解释免职的原因。但有媒体批露，谢平可能涉及在对金融机构派驻董事的问题上，有不当行为。

## 中投任职
离开中央汇金后，谢平被任命为中国投资有限责任公司副首席投资官，协助中投总经理高西庆管理海外投资业务，主管海外直投项目，并负责专项投资部。

## 学术研究
谢平主要的研究方向是，货币政策、金融体制比较、金融监管与证券市场等基本理论。发表大量著作和论文；其中，《转向市场经济的中国货币政策》、《新世纪中国货币政策的挑战》、《中国金融腐败研究：从定性到定量》（与陈磊合著），分获第四、第九、第十一届“孙冶方经济科学奖”。
谢平还担任中国人民银行研究生部教授、博士生导师；西南财经大学、中国人民大学、南开大学、南京大学、武汉大学等多家大学兼职教授；《经济研究》杂志编委；中国社会科学院经济学职称评审委员会委员等职。